# Stylo G
Jason McDermott (Spanish Town, Jamaica, 16 de julio de 1985), más conocido por su nombre artístico Stylo G, es un rapero, productor discográfico, compositor y cantante británico de origen jamaicano conocido por sus tres sencillos exitosos "My Yout", "Call Mi a Leader" y " Soundbwoy ". "Soundbwoy" alcanzó el puesto número 18 en la lista de sencillos del Reino Unido. También participó en la exitosa canción " Come Over " del grupo electrónico británico Clean Bandit . También se hizo famoso por su colaboración con Divine para la canción "Mirchi".

## Biografía
La familia de McDermott se mudó a Londres a la edad de quince años, tras el asesinato de su padre, el artista y productor Poison Chang. Actualmente reside en el sur de Londres.  

## Historia
El primer éxito inicial de Stylo G fue una canción de grime, "My Yout", con Stickman y Ice Kid. La canción ganó cierta notoriedad dentro de la escena del grime. Como resultado de estar en el Reino Unido, colaboró con muchos artistas de rap y grime del Reino Unido como Giggs, Chip, Zeph Ellis y Wretch 32.   
En 2011, Stylo G lanzó "Call Mi A Yardie".  
En 2012, Stylo G participó en el Red Bull Culture Clash junto a Rita Ora y Usher . 
El 26 de mayo de 2013, lanzó el sencillo " Soundbwoy ", su primer sencillo Top 20 del Reino Unido. La canción también alcanzó el número 29 en Escocia . En 2014, apareció en la canción de Clean Bandit " Come Over ", que alcanzó el puesto número 45 en la lista de sencillos del Reino Unido . En septiembre de 2014, fue nominado a un premio MOBO en la categoría de Mejor Artista de Reggae. 
En 2019, la policía allanó una residencia de Airbnb en la que se alojaba Stylo G en Caymanas Estate, St Catherine en Jamaica. La policía rodeó la casa y mostró una orden judicial, explicando que estaban buscando armas. Después de cinco horas de búsqueda no encontraron nada.  

## Discografía

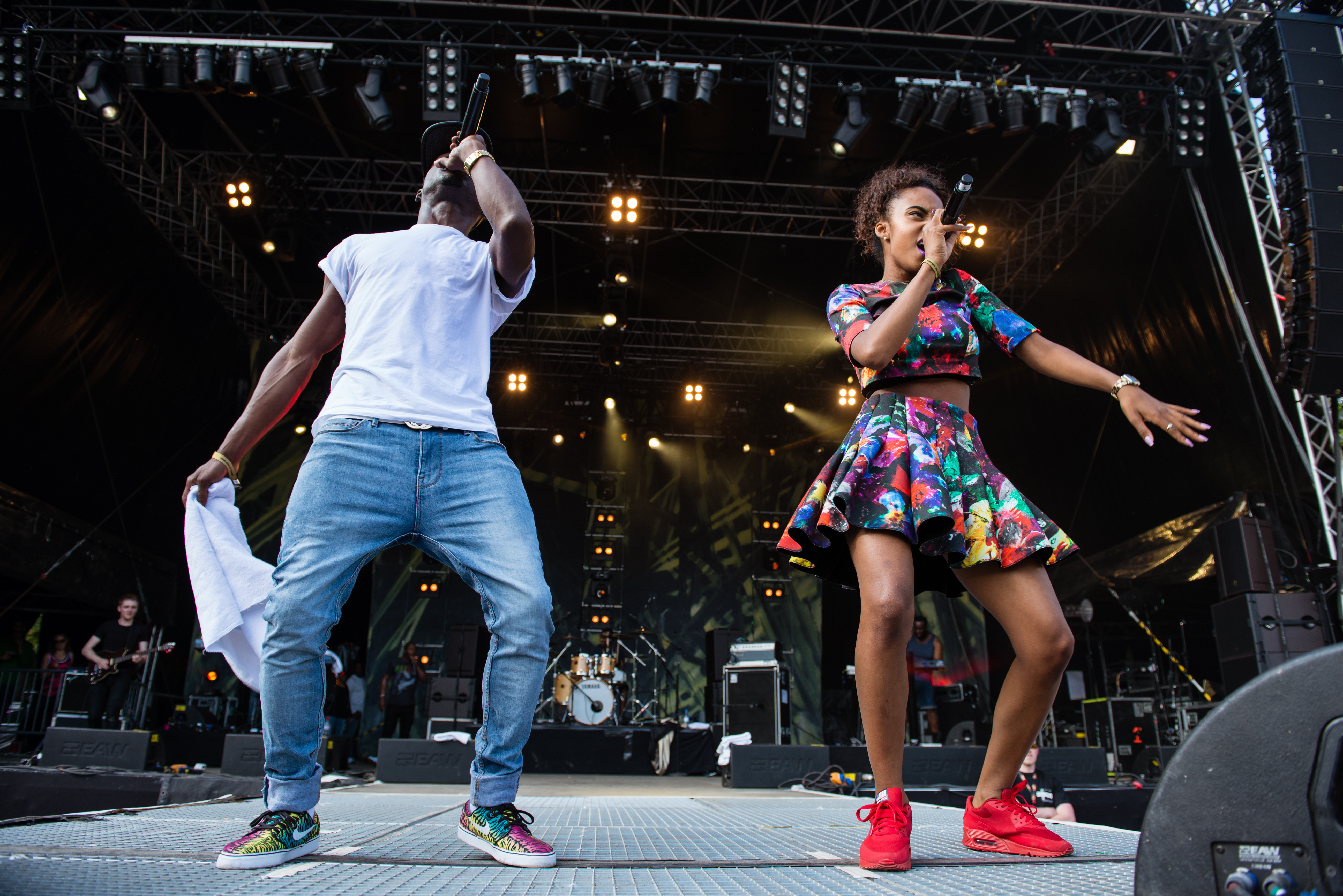
Stylo G en el Ruhr Reggae Summer 2014

### Individual
| "Summer Is Back"                                              | 2012 | —   | —  | Non-album single |
| "Press Up"                                                    | 2012 | —   | —  |                  |
| "Mama (Give Me a Call)"                                       | 2013 | —   | —  |                  |
| "Soundbwoy"                                                   | 2013 | 18  | 29 |                  |
| "Badd" (with Sister Nancy)                                    | 2013 | —   | —  |                  |
| "Move Back"                                                   | 2014 | 81  | —  |                  |
| "Call Mi a Leader"                                            | 2014 | 157 | —  |                  |
| "My Number 1 (Love Me, Love Me, Love Me)" (featuring Gyptian) | 2015 | 45  | —  |                  |
| "My Time"                                                     | 2016 | —   | —  |                  |
| "Boomin' Ball"                                                | 2016 | —   | —  |                  |
| "Bike Engine" (with Jacob Plant)                              | 2016 | —   | —  |                  |
| "Mek Yeh Cum"                                                 | 2017 | —   | —  |                  |
| "Boom"                                                        | 2017 | —   | —  |                  |
| "Yu Zimme (Remix)" (with Chip)                                | 2017 | —   | —  |                  |
| "Yu Zimme (All Star VIP)" (feat. Lisa Mercedez & Ms Banks)    | 2017 | —   | —  |                  |
| "Touch Down" (feat. Nicki Minaj & Vybz Kartel                 | 2018 | —   | —  |                  |
| "Oh Lawd"                                                     | 2020 | —   | —  |                  |
| "Dirty Dance" (with Banx &amp; Ranx)                          | 2023 | —   | —  |                  |
| "—" denotes single that did not chart or was not released.    |      |     |    |                  |

### Como artista destacado
| Titulo                                                                             | Año  | Posiciones pico en el gráfico | Posiciones pico en el gráfico | Posiciones pico en el gráfico | Album             |
| Titulo                                                                             | Año  | UK                            | BEL (FL)                      | GER                           | Album             |
| ---------------------------------------------------------------------------------- | ---- | ----------------------------- | ----------------------------- | ----------------------------- | ----------------- |
| "Blackberry" (Stamma Kid featuring Stylo G and Warning Crew)                       | 2011 | —                             | —                             | —                             | Nah Stop          |
| "Talk" (Jodie Connor featuring Stylo G)                                            | 2012 | —                             | —                             | —                             | Non-album single  |
| "Tun Up" (Jus Now featuring Bunji Garlin and Stylo G)                              | 2014 | —                             | —                             | —                             |                   |
| "Come Over" (Clean Bandit featuring Stylo G)                                       | 2014 | 45                            | —                             | 76                            | New Eyes          |
| "Shizam" (Zed Bias featuring Stylo G and Scrufizzer)                               | 2014 | —                             | —                             | —                             | Non-album single  |
| "Put Your Love On Me" (Diztortion featuring Sasha Keable and Stylo G)              | 2015 | —                             | —                             | —                             |                   |
| "Foundation" (Cadenza featuring Stylo G and Busy Signal)                           | 2015 | —                             | —                             | —                             |                   |
| "Do It Like" (Lucas DiPasquale featuring Stylo G, Kardinal Offishall and Konshens) | 2015 | —                             | —                             | —                             | Post-Secondary EP |
| "Bring It Back" (Friction featuring Stylo G)                                       | 2016 | —                             | —                             | —                             | Non-album single  |
| "Chariot" (Will Simms featuring Stylo G)                                           | 2016 | —                             | —                             | —                             |                   |
| "Lingua" (Sub Focus featuring Stylo G)                                             | 2017 | —                             | —                             | —                             |                   |
| "Young Hearts" (Henry Fong featuring Nyla and Stylo G)                             | 2017 | —                             | —                             | —                             | Non-album single  |
| "Won't Forget You" (Pixie Lott featuring Stylo G)                                  | 2017 | —                             | —                             | —                             |                   |
| "What A Night" (Lisa Mercedez featuring Stylo G)                                   | 2017 | —                             | —                             | —                             | BGC Mixtape       |
| "Contigo" (Mala Rodríguez featuring Stylo G)                                       | 2018 | —                             | —                             | —                             | Non-album single  |
| "Mirchi" (Divine (rapper) featuring MC Altaf, Stylo G, Phenom)                     | 2020 | —                             | —                             | —                             | Punya Paap        |

### Apariciones de invitados
| Título                           | Año  | Otros artistas              | Álbum                     |
| -------------------------------- | ---- | --------------------------- | ------------------------- |
| "More Liquor"                    | 2012 | Stamma Kid,Warning Crew     | Nah, Stop                 |
| "In The Party"                   | 2014 | Cashtastic, Fekky           | Alarm Clock               |
| "Check"                          | 2014 | Dru Blue                    | Double or Nothing         |
| "We Make It Bounce"              | 2014 | Dillon Francis, Mayor Lazer | Money Sucks, Friends Rule |
| "Storm Brew"                     | 2016 | TC                          | Unleash The Wolves        |
| "La La La La (Means I Love You)" | 2017 | HRVY                        | Holidays EP               |
| " Mel Made Me Do It              | 2022 | Stormzy                     | Non-album single          |